# Wolfgang Ospelt
Wolfgang Ospelt (* 5. Januar 1965 in Vaduz) ist ein ehemaliger liechtensteinischer Fussballspieler.

## Karriere

### Verein
Ospelt spielte in seiner gesamten Laufbahn für den Hauptstadtklub FC Vaduz, zuerst in den Jugendmannschaften des Vereins und dann bis zu seinem Karriereende in der ersten Mannschaft.

### Nationalmannschaft
Er gab sein Länderspieldebüt für die liechtensteinische Fussballnationalmannschaft am 30. Mai 1990 beim 1:4 gegen die Vereinigten Staaten im Rahmen eines Freundschaftsspiels. Bis 1995 war er insgesamt zehn Mal für sein Heimatland im Einsatz.